# Wachow
Wachow mit seinen Wohnplätzen Gohlitz und Niebede ist ein Ortsteil der Stadt Nauen im Landkreis Havelland des Landes Brandenburg.

## Lage
Wachow liegt etwa 15 km südwestlich von Nauen an der Landesstraße 91 zwischen Nauen und Brandenburg an der Havel. Der Ort hat eine Fläche von 27,25 km² und bei 945 Einwohnern (Stand: 2022) eine Bevölkerungsdichte von 34 Einwohnern/km². Wachow lag an der Bahnstrecke Röthehof–Brandenburg Krakauer Tor.

## Benachbarte Ortsteile
- Groß Behnitz mit dem Wohnplatz Quermathen, Ortsteil der Stadt Nauen
- Tremmen, Ortsteil der Stadt Ketzin/Havel
- Päwesin im Landkreis Potsdam-Mittelmark
- Riewend, Ortsteil der Gemeinde Päwesin, Landkreis Potsdam-Mittelmark
- Brandenburgs Exklave Riewendsee

## Geschichte
Der Ortsteil Gohlitz zählt zu den ältesten Siedlungsplätzen des Havellandes, als Goliz wurde es in einer Urkunde des Brandenburger Bischofs Siegfried bereits im Jahre 1173 erwähnt. Das Dorf Wachow (Wachowe) selbst wurde 1179 erstmals in einer Urkunde des Archivs von St. Peter und Paul (Brandenburg an der Havel) erwähnt.
Am 1. Juli 1950 wurde die bis dahin eigenständige Gemeinde Gohlitz eingegliedert.
Im Zuge der Gemeindereform Brandenburg 2003 wurde Wachow ein Ortsteil von Nauen.

## Politik
Der ehrenamtliche Ortsvorsteher und Mitglied der Stadtverordnetenversammlung der Stadt Nauen ist Uwe Bublitz (LWN).  (Stand: Kommunalwahl am 28. September 2008)

## Wappen
Ein eigenes Wappen erhielt der Ort 1996. Die drei Laubkronen symbolisieren dabei Wachow, Gohlitz und Niebede. Die Blumen sind Symbol für die Heide um Gohlitz, das Kreuz für die Kirche Wachows und das Pferd steht für Niebede.
Das Wappen wurde vom Heraldiker Frank Diemar gestaltet.

## Kultur und Sehenswürdigkeiten

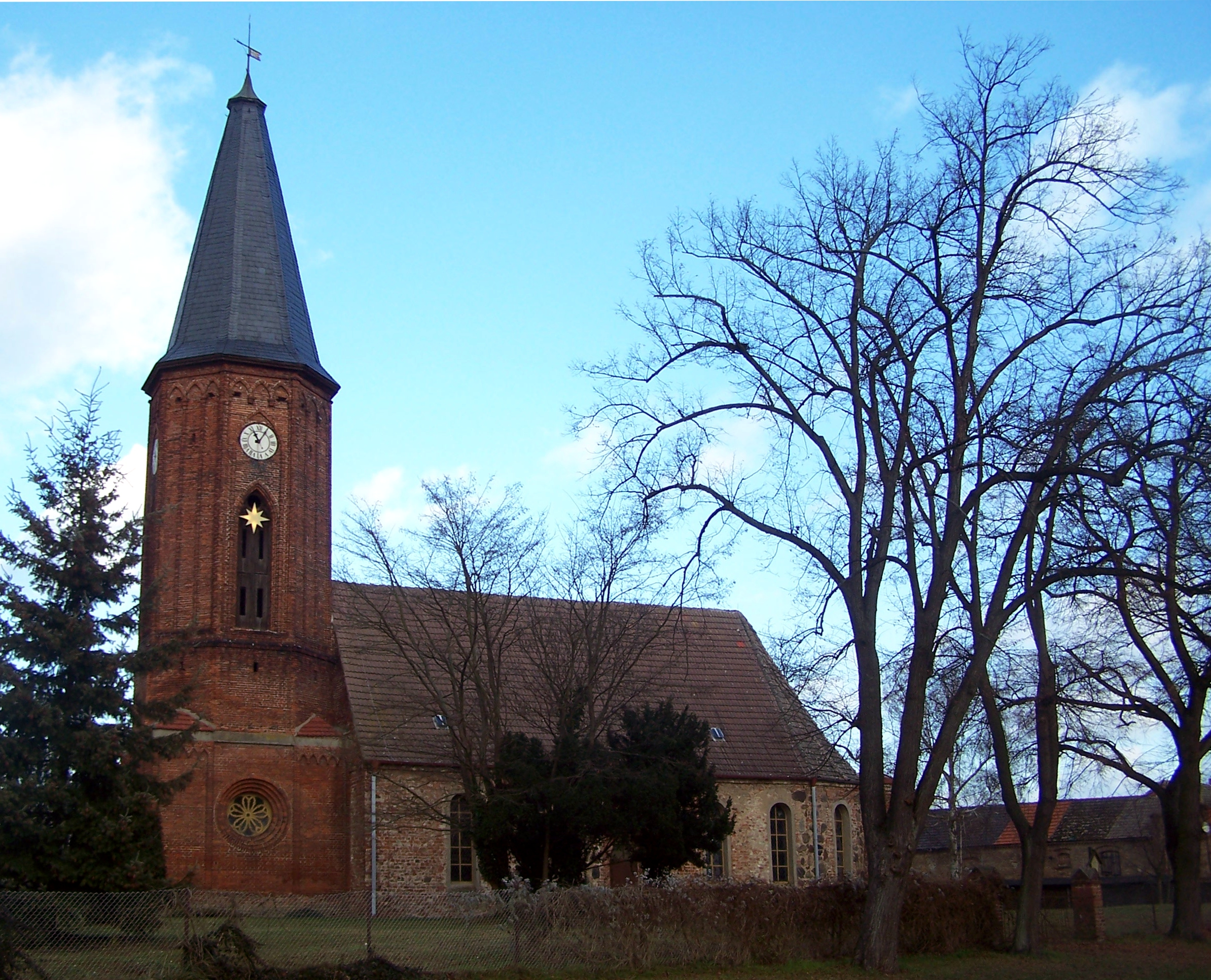
Kirche Wachow

Die Dorfkirche Niebede ist eine kleine verputzte Saalkirche aus dem Anfang des 18. Jahrhunderts. Die Kirchenausstattung ist teilweise älteren Datums und könnte von einem Vorgängerbau stammen.
Die Dorfkirche Wachow ist eine im Kern spätgotische Saalkirche, die in den Jahren 1820 bis 1822 um einen Kirchturm ergänzt wurde. Im Innern steht unter anderem ein Kanzelaltar, der in Zeit um 1730 entstand.

## Kommunikation und Infrastruktur
Wachow ist im Rahmen des ÖPNV durch die Havelbus Linie 660 der HVG mit Nauen und Päwesin und durch die Havelbus Linie 662 der HVG mit Nauen, Päwesin und Roskow verbunden.
Die postalische Erreichbarkeit der Wachower Bürger wird mittels der Postleitzahl: 14641 Nauen OT Wachow und die telefonische Erreichbarkeit mittels der Vorwahl: 033239 sichergestellt.

## Persönlichkeiten
- Der Sänger Jochen Kowalski wurde in Wachow geboren und verbrachte seine Kindheit und Jugend dort.
- Wilhelm Kotzde-Kottenrodt – eig. Wilhelm Kotzde – (* 1878 in Gohlitz; † 1948) war ein deutscher Lehrer, Schriftsteller und völkischer Publizist